# Hoplia ciscaucasica
Hoplia ciscaucasica är en skalbaggsart som beskrevs av Medvedev 1952. Hoplia ciscaucasica ingår i släktet Hoplia och familjen Melolonthidae. Inga underarter finns listade i Catalogue of Life.